# Pierre-Christian Taittinger
Pour les autres membres de la famille, voir Famille Taittinger.
Pierre-Christian Taittinger, né le 5 février 1926 à Paris et mort à Versailles le 27 septembre 2009, est un homme politique français.
Membre du CNI, des Républicains indépendants, du PR, de DL, puis de l'UMP, il fut président du conseil municipal de Paris, sénateur de Paris, secrétaire d'État aux Affaires étrangères des gouvernements Raymond Barre, puis maire du 16e arrondissement de Paris. En 1989, candidat à la présidence du Sénat, il fut cependant vaincu par le sortant, Alain Poher.

## Biographie
Fils de Pierre Taittinger, industriel et ancien président du conseil municipal de Paris, il est le frère de Jean Taittinger, député-maire de Reims et garde des sceaux.
Après ses études de droit, Pierre-Christian Taittinger devient avocat à la cour d'appel en 1947. Il est élu au conseil de Paris en 1953.
Au cours de sa carrière professionnelle, il est président de la Société de l'hôtel Lutetia, de la Société de l'hôtel Terminus et de la Société du Louvre et du Champagne Taittinger.
Il est chargé, en 1974, d'une mission temporaire de six mois auprès du ministre de la réforme administrative. Il met en chantier les projets de réforme des structures administratives de la région parisienne. En 1977, il adhère aux Républicains indépendants, le mouvement du président Valéry Giscard d'Estaing.

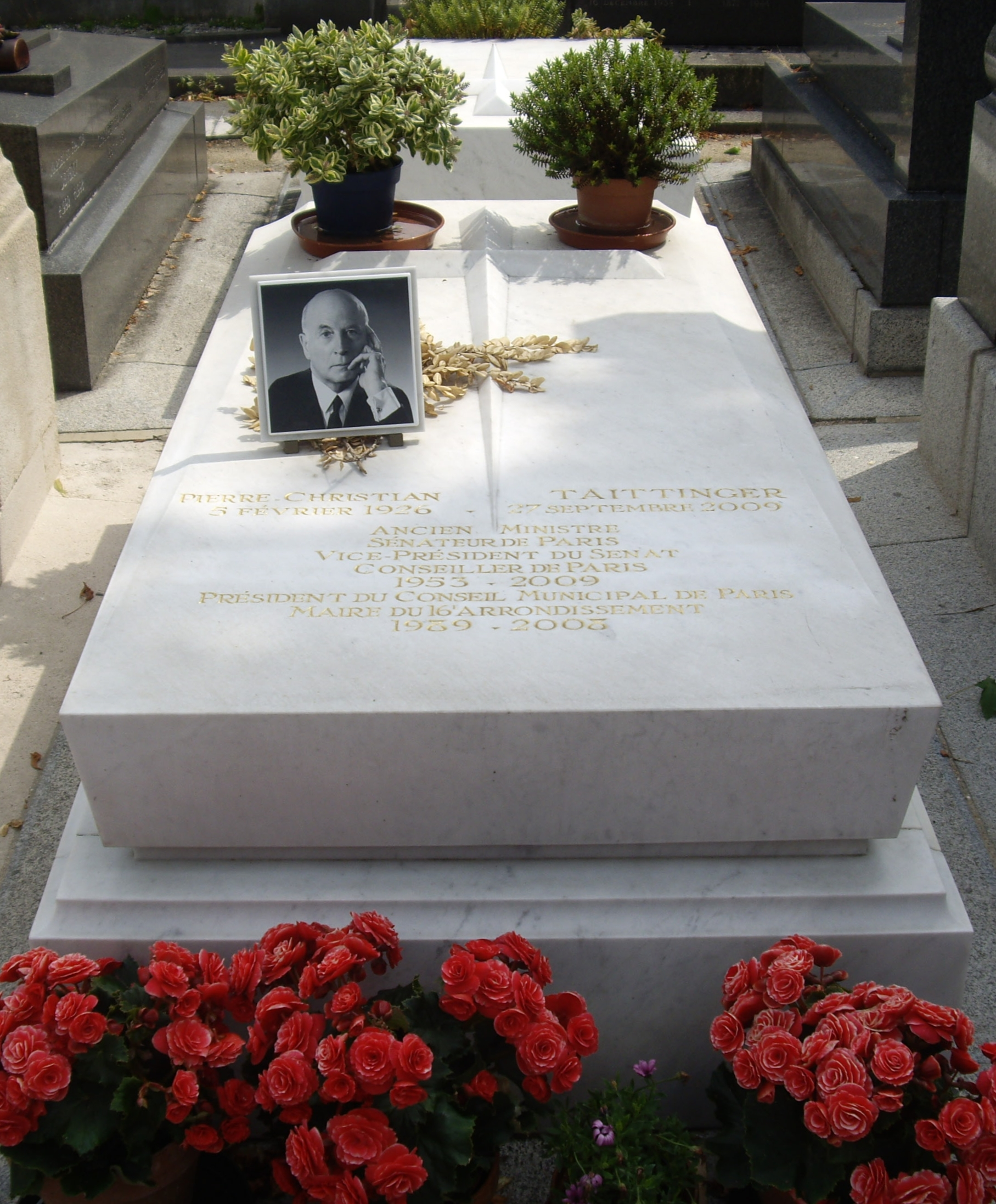
Tombe de Pierre-Christian Taittinger au cimetière de Passy (division 12).

En 1984, il adhère au Cercle renaissance.
Constamment réélu sénateur de Paris, il est candidat à la présidence du Sénat en 1989. Mais juste avant le troisième tour de scrutin, Charles Pasqua, président du groupe RPR, appelle à voter Alain Poher : ainsi, Pierre-Christian Taittinger est distancé de 16 voix par le président sortant.
Il est inhumé au cimetière de Passy (division 12), à Paris 16e.

## Synthèse des mandats

### Mandats électifs
- 1953 - 2009 : conseiller municipal de Paris
- 1962 - 1963 : président du conseil municipal de Paris
- 1968 - 1976 ; 1977 - 1995 : sénateur de Paris
- 1980 - 1992 : vice-président du Sénat
- 1989 - 2008 : maire du 16e arrondissement de Paris

### Fonctions gouvernementales
- Secrétaire d’État auprès du ministre d’État, ministre de l’Intérieur dans le gouvernement Jacques Chirac I, du 12 janvier 1976 au 25 août 1976
- Secrétaire d'État aux Affaires étrangères dans le gouvernement Raymond Barre I, du 29 août 1976 au 29 mars 1977
- Secrétaire d'État aux Affaires étrangères dans le gouvernement Raymond Barre II, du 29 mars au 26 septembre 1977

### Autres fonctions
- 1994 - 1999 : président du Polo de Paris
- 1999 - 2009 : président du cercle de l'Union interalliée
- Jusqu'en 2009 : membre du bureau de l'Association française pour la communauté atlantique (AFCA)[4]

## Décorations
- Chevalier de la Légion d'honneur
- Officier de l'ordre national du Mérite
- Grand officier de l'ordre du Mérite (République fédérale d'Allemagne)
- Grand officier de l'ordre de l'Aigle aztèque (Mexique)
- Grand officier de l'ordre de Saint-Olaf (Norvège)
- Grand officier de l'ordre du Mérite de la République italienne‎ (2004)[5]
- Commandeur et officier de nombreux autres ordres étrangers

## Hommage
- Allée Pierre-Christian-Taittinger, dans le 16e arrondissement de Paris

## Ouvrages
- Et Paris ne fut pas détruit, est couronné par l'Académie française (édité en 1948 et écrit par son père Pierre Taittinger).
- Au nom de Paris, recueil de discours prononcés comme président du Conseil municipal, 1962-1963, Paris : Impr. municipale, 1964
- À la rencontre des passants célèbres du XVIe arrondissement, Paris : Hervas, 2000[6]